# Cephalonoplos segetum
Cephalonoplos segetum là một loài thực vật có hoa trong họ Cúc. Loài này được (Bunge) Kitam. mô tả khoa học đầu tiên năm 1934.